# William M. Gallagher

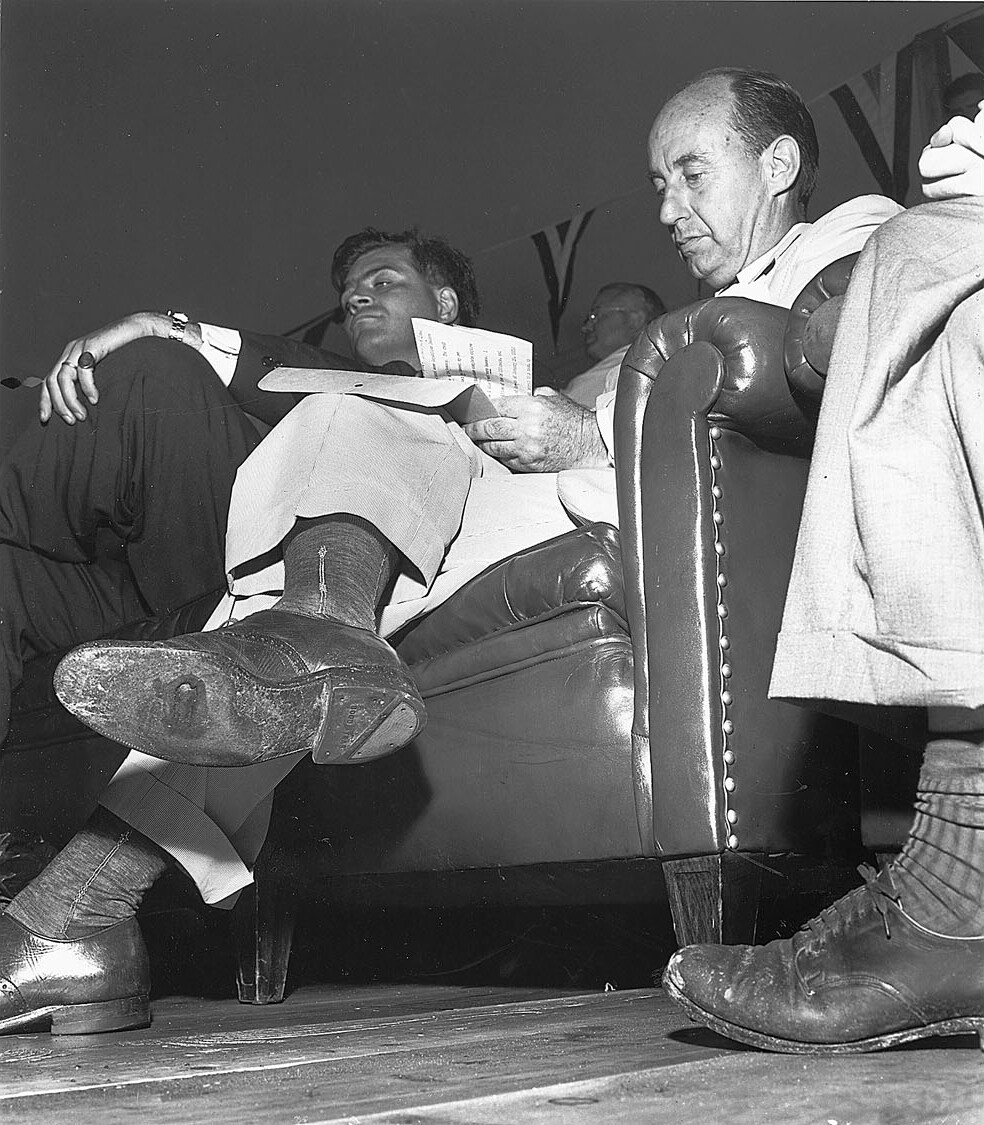
Fotografie kandidáta na prezidenta Adlaia Stevensona, která dostala Pulitzerovu cenu

William M. Gallagher (26. února 1923 – 28. září 1975) byl americký fotograf, který v roce 1953 získal Pulitzerovu cenu za fotografii za snímek prezidentského kandidáta Adlaia Stevensona. Gallagher pracoval jako fotograf pro Flint Journal ve Flintu v Michiganu celkem 27 let.

## Životopis
Gallagher se narodil ve městě Hiawatha v Kansasu. V roce 1936 se přestěhoval do Flintu a absolvoval střední školu sv. Matouše v roce 1943. Během druhé světové války sloužil v armádě Spojených států v signálních, lékařských a leteckých sborech.
Gallagher získal svůj první fotoaparát na střední škole díky prodeji časopisů. Svou profesionální fotografickou kariéru zahájil v redakci Sporting digest ve Flintu v roce 1946. Následující rok přešel do Flint Journal a během několika měsíců se stal zaměstnaným fotografem, což byla pozice, kterou zastával až do své smrti. Gallagherovi kolegové ho popsali jako „bouřlivou, okázalou postavu“, která měla dobré vztahy s místní policií a vládními úředníky. Měl rád žerty, jednou zapálil třešňovou bombu uvnitř policejního oddělení a sledoval, jak se policisté perou, zatímco jindy zabavil policejní vrtulník.
Gallagher pořídil svou slavnou fotografii na shromáždění Labor Day ve Flint Parku. Demokratický prezidentský kandidát Adlai Stevenson seděl společně s guvernérem Michiganu G. Mennenem Williamsem. Gallagher vkleče pořídil fotografii Stevensona sedícího se zkříženýma nohama a odhalil díru v podrážce pravé boty. Kvůli Gallagherově pozici musel pořídit tuto fotografii, aniž by se díval do hledáčku. Gallagher nebral fotografii vážně a nemyslel si, že ji Journal zveřejní, protože podporovali Stevensonova republikánského oponenta Dwighta D. Eisenhowera takže ji dal svému redaktorovi se slovy: „Právě jsem to sakra dokončil. Nepředpokládám, že by ji republikánský článek chtěl použít.“ Journal však fotografii otiskl na titulní stránce The New York Times napsal, že Gallagherova fotografie byla „jednou z nejlepších celé kampaně“ snad proto, že kontrastovala se Stevensonovým vážným patricijským obrazem. Stevensonovi byla zaslána „lavina“ bot od lidí, kteří fotografii viděli a když Gallagher vyhrál Pulitzerovu cenu Stevenson mu poslal telegram s textem „Rád o vás slyším, že jste vyhrál způsobem hole in one.“
Gallagher zemřel 28. září 1975 na meningitidu ve věku 52 let.